# 天津外環線
天津外環線是一個圍繞天津市區的環城道路系統，於1987年竣工通車，全長77.68千米，路基寬50米，路面寬36米，雙向10車道，設計時速每小時80千米，共建有36座立交橋。2020年8月29日，天津外環線東北部調線工程竣工通車，称为外环调整路，外環線總長度達到78千米。
外环线也属于以下国道的一部分：
1. 205国道，从外环北路淀南引河桥路口向西，经京津公路桥、津保桥、中北桥、芥园西道立交桥、津静公路立交桥至津淄桥段
2. 233国道，从宜兴埠立交桥向东南，经金钟立交桥、津汉立交桥、津滨桥、津塘桥、津沽桥、洞庭路立交桥、解放南路立交桥至津淄桥段

2022年出台的地方标准《普通省道路线命名和编号规则》表明外环线北段将改走外环调整路段，而老外环东北段则降级为城市快速路.